# Burke's Peerage
Il Burke's Peerage & Baronetage era un repertorio privato che aggiornava periodicamente lo stato di famiglia degli aristocratici del Regno Unito, i cui relatori non erano nobili, essendo invece la maggior parte studiosi di storia e diritto nobiliare.
Fondato da John Burke nel 1826 a Londra ha cessato le pubblicazioni nel 2003, il Burke's Peerage è una fonte genealogica reale e nobiliare, che censisce e aggiorna i dati anagrafici delle famiglie titolate della Gran Bretagna e dell'Irlanda.